# تاکاهیرو شیمادا
تاکاهیرو شیمادا (انگلیسی: Takahiro Shimada؛ زادهٔ ۹ فوریهٔ ۱۹۶۵) بازیکن فوتبال اهل ژاپن است.
از باشگاه‌هایی که در آن بازی کرده‌است می‌توان به باشگاه فوتبال گامبا اوساکا اشاره کرد.